# Peguyangan Kangin
Peguyangan Kangin is een bestuurslaag in het regentschap Denpasar van de provincie Bali, Indonesië. Peguyangan Kangin telt 16.433 inwoners (volkstelling 2010).